# Élections cantonales de 2008 en Charente-Maritime
Les élections cantonales ont eu lieu les 9 et 16 mars 2008 pour 25 cantons.

## Contexte départemental

### Assemblée départementale sortante
| Parti                              | Sigle     | Élus |
| ---------------------------------- | --------- | ---- |
| Majorité (26 sièges)               |           |      |
| Union pour un mouvement populaire  | UMP       | 19   |
| Divers droite                      | DVD       | 4    |
| Union pour la démocratie française | UDF       | 2    |
| MoDem                              | MoDem     | 1    |
| Opposition (25 sièges)             |           |      |
| Parti socialiste                   | PS        | 15   |
| Parti radical de gauche            | PRG       | 9    |
| Les Verts                          | Les Verts | 1    |
| Président du conseil général       |           |      |
| Claude Belot ( UMP)                |           |      |

## Résultats à l'échelle du département
| Étiquette      | Étiquette                         | Premier tour | Premier tour | Second tour | Second tour | Sièges |
| Étiquette      | Étiquette                         | Voix         | %            | Voix        | %           | Sièges |
| -------------- | --------------------------------- | ------------ | ------------ | ----------- | ----------- | ------ |
|                | Parti socialiste                  | 37 006       | 26,12        | 29 459      | 42,59       | 8      |
|                | Parti radical de gauche           | 14 561       | 10,28        | 6 209       | 8,98        | 2      |
|                | Parti communiste français         | 8 164        | 5,76         |             |             |        |
|                | Verts                             | 6 352        | 4,48         |             |             |        |
|                | Divers gauche                     | 1 610        | 1,13         |             |             |        |
|                | Extrême gauche                    | 271          | 0,19         |             |             |        |
|                | Gauche                            | 67 964       | 47,98        | 35 668      | 51,57       | 10     |
|                |                                   |              |              |             |             |        |
|                | Union pour un mouvement populaire | 38 034       | 26,85        | 13 505      | 19,53       | 8      |
|                | Divers droite                     | 17 777       | 12,55        | 12 506      | 18,08       | 6      |
|                | Mouvement démocrate               | 7 185        | 5,07         | 2 640       | 3,82        |        |
|                | Centrisme                         | 7 420        | 5,24         | 4 839       | 6,99        | 1      |
|                | Front national                    | 2 385        | 1,68         |             |             |        |
|                | Droite                            | 72 801       | 51,39        | 33 490      | 48,42       | 15     |
|                |                                   |              |              |             |             |        |
|                | Divers                            | 867          | 3,55         | 6           | 0,00        | 0      |
|                |                                   |              |              |             |             |        |
| Inscrits       | Inscrits                          | 220 992      | 100,00       | 126 249     | 100,00      |        |
| Abstentions    | Abstentions                       | 73 616       | 33,31        | 523         | 42,39       |        |
| Votants        | Votants                           | 147 376      | 66,69        | 72 726      | 57,61       |        |
| Blancs et nuls | Blancs et nuls                    | 5 744        | 2,60         | 3 562       | 2,82        |        |
| Exprimés       | Exprimés                          | 141 632      | 96,10        | 69 164      | 95,10       |        |

### Résultats en nombre de sièges
| Parti | Sièges mis en jeu | Élus | Évolution |
| ----- | ----------------- | ---- | --------- |
| PS    | 7                 | 7    | =         |
| PRG   | 4                 | 2    | -2        |
| UDF   | 2                 | 0    | -2        |
| UMP   | 10                | 7    | -3        |
| DVD   | 2                 | 8    | +6        |
| NC    | 0                 | 1    | +1        |

### Assemblée départementale à l'issue des élections
| Parti                             | Sigle     | Élus |
| --------------------------------- | --------- | ---- |
| Majorité (28 sièges)              |           |      |
| Union pour un mouvement populaire | UMP       | 16   |
| Divers droite                     | DVD       | 10   |
| Nouveau centre                    | NC        | 1    |
| MoDem                             | MoDem     | 1    |
| Opposition (23 sièges)            |           |      |
| Parti socialiste                  | PS        | 15   |
| Parti radical de gauche           | PRG       | 7    |
| Les Verts                         | Les Verts | 1    |
| Président du Conseil général      |           |      |
| Dominique Bussereau ( UMP)        |           |      |

### Liste des élus
| Canton                        | Conseiller sortant   | Parti | Parti   | Conseiller élu       | Parti | Parti |
| ----------------------------- | -------------------- | ----- | ------- | -------------------- | ----- | ----- |
| Ars-En-Ré                     | Paul Neveur          |       | MPF     | Lionel Quillet       |       | DVD   |
| Aulnay                        | Bernadette Guillard  |       | UDF     | Jean-Mary Boisnier   |       | DVD   |
| Le Château-d'Oléron           | Michel Parent        |       | DVD     | Michel Parent        |       | DVD   |
| Courçon                       | Bernard Drappeau     |       | DVD     | Denis Petit          |       | PRG   |
| Cozes                         | Daniel Hillairet     |       | DVD     | Daniel Hillairet     |       | DVD   |
| Gémozac                       | Loïc Girard          |       | UMP     | Loïc Girard          |       | UMP   |
| La Jarrie                     | André Brisson        |       | PRG     | David Baudon         |       | PS    |
| Jonzac                        | Claude Belot         |       | UMP     | Claude Belot         |       | UMP   |
| Matha                         | James Rouger         |       | PS      | Corinne Imbert       |       | DVD   |
| Mirambeau                     | Michel Rigou         |       | PRG     | Bernard Louis-Joseph |       | DVD   |
| Montguyon                     | Pierre-Jean Daviaud  |       | DVG     | Francis Savin        |       | DVD   |
| La Rochelle-2                 | Marc Parnaudeau      |       | PS      | Marc Parnaudeau      |       | PS    |
| Saint-Agnan                   | Didier Quentin       |       | UMP     | Robert Chatelier     |       | UMP   |
| Saint-Hilaire-de-Villefranche | Roland Beix          |       | PS      | Alain Galteau        |       | DVD   |
| Saint-Porchaire               | Michel Doublet       |       | UMP     | Michel Doublet       |       | UMP   |
| Saint-Savinien                | Cyril Chappet        |       | PS      | Jean-Claude Godineau |       | DVD   |
| Saintes-Nord                  | Christophe Dourthe   |       | PS      | Christophe Dourthe   |       | PS    |
| Tonnay-Charente               | Jean-Pierre Guillon  |       | PS      | Jean-Pierre Guillon  |       | PS    |
| La Tremblade                  | Jean-Pierre Tallieu  |       | UMP     | Jean-Pierre Tallieu  |       | DVD   |
| Aytré                         | Stéphane Villain     |       | UMP     | Stéphane Villain     |       | UMP   |
| Rochefort-Centre              | Jean-Louis Frot      |       | UMP     | Jean-Louis Frot      |       | UMP   |
| La Rochelle-7                 | Jean-Pierre Mandroux |       | PS      | Jean-Pierre Mandroux |       | PS    |
| La Rochelle-8                 | Michel Rogeon        |       | PRG     | Michel Rogeon        |       | PRG   |
| La Rochelle-9                 | Jean-François Douard |       | DVD     | Jack Dillenbourg     |       | PS    |
| Saintes-Est                   | Xavier de Roux       |       | UDF-RAD | Jean-Yves Quéré      |       | PS    |

## Résultats par canton

### Canton d'Ars-en-Ré
| Candidats      | Candidats          | Étiquette      | Premier tour | Premier tour |
| Candidats      | Candidats          | Étiquette      | Voix         | %            |
| -------------- | ------------------ | -------------- | ------------ | ------------ |
|                | Lionnel Quillet    | DVD            | 1 699        | 50,90        |
|                | Jean-Louis Olivier | NC             | 932          | 27,92        |
|                | Annie Deniel       | PS             | 707          | 21,18        |
|                |                    |                |              |              |
| Inscrits       | Inscrits           | Inscrits       | 4 588        | 100,00       |
| Abstentions    | Abstentions        | Abstentions    | 1 180        | 25,72        |
| Votants        | Votants            | Votants        | 3 408        | 74,28        |
| Blancs et nuls | Blancs et nuls     | Blancs et nuls | 70           | 1,53         |
| Exprimés       | Exprimés           | Exprimés       | 3 338        | 98,47        |

### Canton d'Aulnay
| Candidats      | Candidats          | Étiquette      | Premier tour | Premier tour | Deuxième tour | Deuxième tour |
| Candidats      | Candidats          | Étiquette      | Voix         | %            | Voix          | %             |
| -------------- | ------------------ | -------------- | ------------ | ------------ | ------------- | ------------- |
|                | Jean-Mary Boisnier | DVD            | 1 447        | 38,42        | 1 954         | 61,84         |
|                | Ornella Tache      | UMP            | 1 114        | 29,58        | Retrait       | Retrait       |
|                | Daniel Giat        | PS             | 1 001        | 26,58        | 1 206         | 38,16         |
|                | Joachim Templier   | PCF            | 204          | 5,42         |               |               |
|                |                    |                |              |              |               |               |
| Inscrits       | Inscrits           | Inscrits       | 5 279        | 100,00       | 5 279         | 100,00        |
| Abstentions    | Abstentions        | Abstentions    | 1 333        | 25,25        | 1 916         | 36,29         |
| Votants        | Votants            | Votants        | 3 946        | 74,75        | 3 363         | 63,71         |
| Blancs et nuls | Blancs et nuls     | Blancs et nuls | 180          | 3,41         | 203           | 3,85          |
| Exprimés       | Exprimés           | Exprimés       | 3 766        | 96,59        | 3 160         | 96,15         |

### Canton d'Aytré
| Candidats      | Candidats         | Étiquette      | Premier tour | Premier tour | Deuxième tour | Deuxième tour |
| Candidats      | Candidats         | Étiquette      | Voix         | %            | Voix          | %             |
| -------------- | ----------------- | -------------- | ------------ | ------------ | ------------- | ------------- |
|                | Stéphane Villain* | UMP            | 4 439        | 49,84        | 4 649         | 57,20         |
|                | Suzanne Tallard   | PS             | 3 179        | 35,70        | 3 478         | 42,80         |
|                | Patrick Guedon    | PCF            | 795          | 8,93         |               |               |
|                | Guy Estupino      | MoDem          | 493          | 5,54         |               |               |
|                |                   |                |              |              |               |               |
| Inscrits       | Inscrits          | Inscrits       | 13 909       | 100,00       | 13 909        | 100,00        |
| Abstentions    | Abstentions       | Abstentions    | 4 762        | 34,24        | 5 570         | 40,05         |
| Votants        | Votants           | Votants        | 9 147        | 65,76        | 8 339         | 59,95         |
| Blancs et nuls | Blancs et nuls    | Blancs et nuls | 241          | 2,63         | 212           | 2,54          |
| Exprimés       | Exprimés          | Exprimés       | 8 906        | 64,03        | 8 127         | 58,43         |

*sortant

### Canton de Courçon
| Candidats      | Candidats         | Étiquette      | Premier tour | Premier tour | Deuxième tour | Deuxième tour |
| Candidats      | Candidats         | Étiquette      | Voix         | %            | Voix          | %             |
| -------------- | ----------------- | -------------- | ------------ | ------------ | ------------- | ------------- |
|                | Bernard Drappeau* | UMP            | 2 424        | 43,46        | 2 397         | 47,25         |
|                | Denis Petit       | PRG            | 1 885        | 33,79        | 2 676         | 52,75         |
|                | Didier Taupin     | PS             | 1 088        | 19,51        | Retrait       | Retrait       |
|                | Gilbert Bernard   | PCF            | 181          | 3,24         |               |               |
|                |                   |                |              |              |               |               |
| Inscrits       | Inscrits          | Inscrits       | 8 492        | 100,00       | 8 491         | 100,00        |
| Abstentions    | Abstentions       | Abstentions    | 2 600        | 30,62        | 3 223         | 37,96         |
| Votants        | Votants           | Votants        | 5 892        | 69,38        | 5 268         | 62,04         |
| Blancs et nuls | Blancs et nuls    | Blancs et nuls | 314          | 3,70         | 195           | 2,30          |
| Exprimés       | Exprimés          | Exprimés       | 5 578        | 96,30        | 5 073         | 97,70         |

*sortant

### Canton de Cozes
| Candidats      | Candidats            | Étiquette      | Premier tour | Premier tour | Deuxième tour | Deuxième tour |
| Candidats      | Candidats            | Étiquette      | Voix         | %            | Voix          | %             |
| -------------- | -------------------- | -------------- | ------------ | ------------ | ------------- | ------------- |
|                | Daniel Hillairet*    | DVD            | 3 053        | 46,74        | 3 711         | 100,00        |
|                | Bernard Fauconnet    | DVD            | 1 697        | 25,98        | Retrait       | Retrait       |
|                | Benoit Biteau        | PRG            | 834          | 12,77        |               |               |
|                | Patrice Audibert     | FN             | 415          | 6,35         |               |               |
|                | Daniel Le Guillermic | MoDem          | 341          | 5,22         |               |               |
|                | Yvon Rouillin        | PCF            | 192          | 2,94         |               |               |
|                |                      |                |              |              |               |               |
| Inscrits       | Inscrits             | Inscrits       | 9 524        | 100,00       | 9 524         | 100,00        |
| Abstentions    | Abstentions          | Abstentions    | 2 782        | 29,21        | 4 988         | 52,37         |
| Votants        | Votants              | Votants        | 6 742        | 70,79        | 4 536         | 47,63         |
| Blancs et nuls | Blancs et nuls       | Blancs et nuls | 210          | 2,20         | 825           | 8,66          |
| Exprimés       | Exprimés             | Exprimés       | 6 532        | 97,80        | 3 711         | 91,34         |

*sortant

### Canton de Gémozac
| Candidats      | Candidats          | Étiquette      | Premier tour | Premier tour |
| Candidats      | Candidats          | Étiquette      | Voix         | %            |
| -------------- | ------------------ | -------------- | ------------ | ------------ |
|                | Loïc Girard*       | UMP            | 4 145        | 65,15        |
|                | Jean-Noël Parola   | PS             | 1 752        | 27,54        |
|                | Jean-Marc Langlais | PCF            | 465          | 7,31         |
|                |                    |                |              |              |
| Inscrits       | Inscrits           | Inscrits       | 9 464        | 100,00       |
| Abstentions    | Abstentions        | Abstentions    | 2 765        | 29,22        |
| Votants        | Votants            | Votants        | 6 699        | 70,78        |
| Blancs et nuls | Blancs et nuls     | Blancs et nuls | 337          | 3,56         |
| Exprimés       | Exprimés           | Exprimés       | 6 362        | 96,44        |

*sortant

### Canton de Jonzac
| Candidats      | Candidats      | Étiquette      | Premier tour | Premier tour |
| Candidats      | Candidats      | Étiquette      | Voix         | %            |
| -------------- | -------------- | -------------- | ------------ | ------------ |
|                | Claude Belot*  | UMP            | 3 262        | 60,08        |
|                | Gilles Clavel  | PS             | 1 768        | 32,57        |
|                | Cédric Matrat  | PCF            | 128          | 2,36         |
|                | Lino Piva      | EXG            | 271          | 4,99         |
|                |                |                |              |              |
| Inscrits       | Inscrits       | Inscrits       | 7 927        | 100,00       |
| Abstentions    | Abstentions    | Abstentions    | 2 296        | 28,96        |
| Votants        | Votants        | Votants        | 5 631        | 71,04        |
| Blancs et nuls | Blancs et nuls | Blancs et nuls | 202          | 2,55         |
| Exprimés       | Exprimés       | Exprimés       | 5 429        | 97,45        |

*sortant

### Canton de La Jarrie
| Candidats      | Candidats          | Étiquette      | Premier tour | Premier tour | Deuxième tour | Deuxième tour |
| Candidats      | Candidats          | Étiquette      | Voix         | %            | Voix          | %             |
| -------------- | ------------------ | -------------- | ------------ | ------------ | ------------- | ------------- |
|                | David Baudon       | PS             | 3 897        | 39,83        | 5 527         | 71,88         |
|                | Christian Grimpret | PRG            | 2 355        | 24,07        | Retrait       | Retrait       |
|                | Bertrand Damy      | DVD            | 2 271        | 23,21        | 2 162         | 28,12         |
|                | Bernadette Mathiot | MoDem          | 739          | 7,55         |               |               |
|                | Patrick Bouffet    | PCF            | 522          | 5,34         |               |               |
|                |                    |                |              |              |               |               |
| Inscrits       | Inscrits           | Inscrits       | 16 097       | 100,00       | 16 097        | 100,00        |
| Abstentions    | Abstentions        | Abstentions    | 5 854        | 36,37        | 8 121         | 50,45         |
| Votants        | Votants            | Votants        | 10 243       | 63,63        | 7 976         | 49,55         |
| Blancs et nuls | Blancs et nuls     | Blancs et nuls | 459          | 2,85         | 287           | 1,78          |
| Exprimés       | Exprimés           | Exprimés       | 9 784        | 97,15        | 7 689         | 98,22         |

### Canton de La Tremblade
| Candidats      | Candidats            | Étiquette      | Premier tour | Premier tour |
| Candidats      | Candidats            | Étiquette      | Voix         | %            |
| -------------- | -------------------- | -------------- | ------------ | ------------ |
|                | Jean-Pierre Tallieu* | UMP            | 4 194        | 59,13        |
|                | Laurent Lambrot      | PRG            | 1 729        | 24,38        |
|                | Jacques Boisset      | Verts          | 669          | 9,43         |
|                | Gérard Godillot      | PCF            | 501          | 7,06         |
|                |                      |                |              |              |
| Inscrits       | Inscrits             | Inscrits       | 11 640       | 100,00       |
| Abstentions    | Abstentions          | Abstentions    | 4 187        | 35,97        |
| Votants        | Votants              | Votants        | 7 453        | 64,03        |
| Blancs et nuls | Blancs et nuls       | Blancs et nuls | 360          | 3,09         |
| Exprimés       | Exprimés             | Exprimés       | 7 093        | 96,91        |

*sortant

### Canton du Château d'Oléron
| Candidats      | Candidats      | Étiquette      | Premier tour | Premier tour |
| Candidats      | Candidats      | Étiquette      | Voix         | %            |
| -------------- | -------------- | -------------- | ------------ | ------------ |
|                | Michel Parent* | DVD            | 3 444        | 63,65        |
|                | Alexis Blanc   | MoDem          | 941          | 17,39        |
|                | Michel Guilou  | PS             | 412          | 7,61         |
|                | Patrice Denier | PCF            | 349          | 6,45         |
|                | Élise Somprou  | FN             | 265          | 4,90         |
|                |                |                |              |              |
| Inscrits       | Inscrits       | Inscrits       | 7 805        | 100,00       |
| Abstentions    | Abstentions    | Abstentions    | 2 237        | 28,66        |
| Votants        | Votants        | Votants        | 5 568        | 71,34        |
| Blancs et nuls | Blancs et nuls | Blancs et nuls | 157          | 2,01         |
| Exprimés       | Exprimés       | Exprimés       | 5 411        | 97,99        |

*sortant

### Canton de Matha
| Candidats      | Candidats         | Étiquette      | Premier tour | Premier tour | Deuxième tour | Deuxième tour |
| Candidats      | Candidats         | Étiquette      | Voix         | %            | Voix          | %             |
| -------------- | ----------------- | -------------- | ------------ | ------------ | ------------- | ------------- |
|                | James Rouger*     | PS             | 2 412        | 44,41        | 2 523         | 48,58         |
|                | Corinne Imbert    | DVD            | 2 382        | 43,86        | 2 670         | 51,42         |
|                | Bernard Goursaud  | MoDem          | 439          | 8,08         |               |               |
|                | Bernard Toussaint | PCF            | 198          | 3,65         |               |               |
|                |                   |                |              |              |               |               |
| Inscrits       | Inscrits          | Inscrits       | 7 332        | 100,00       | 7 332         | 100,00        |
| Abstentions    | Abstentions       | Abstentions    | 1 694        | 23,10        | 2 030         | 27,69         |
| Votants        | Votants           | Votants        | 5 638        | 76,90        | 5 302         | 72,31         |
| Blancs et nuls | Blancs et nuls    | Blancs et nuls | 207          | 2,82         | 109           | 2,06          |
| Exprimés       | Exprimés          | Exprimés       | 5 431        | 97,18        | 5 193         | 97,94         |

*sortant

### Canton de Mirambeau
| Candidats      | Candidats            | Étiquette      | Premier tour | Premier tour | Deuxième tour | Deuxième tour |
| Candidats      | Candidats            | Étiquette      | Voix         | %            | Voix          | %             |
| -------------- | -------------------- | -------------- | ------------ | ------------ | ------------- | ------------- |
|                | Bernard Louis-Joseph | DVD            | 1 259        | 28,93        | 2 009         | 55,13         |
|                | Roland Caillet       | PRG            | 926          | 21,28        | 1 629         | 44,70         |
|                | Farouk Dermoch       | SE             | 732          | 16,82        | 6             | 0,16          |
|                | Maurice Marzal       | UC             | 627          | 14,41        | Retrait       | Retrait       |
|                | Francis Casteran     | DVG            | 612          | 14,06        | Retrait       | Retrait       |
|                | Marie Maurice        | PCF            | 196          | 4,50         |               |               |
|                |                      |                |              |              |               |               |
| Inscrits       | Inscrits             | Inscrits       | 5 966        | 100,00       | 5 967         | 100,00        |
| Abstentions    | Abstentions          | Abstentions    | 1 383        | 23,18        | 2 101         | 35,21         |
| Votants        | Votants              | Votants        | 4 583        | 76,82        | 3 866         | 64,79         |
| Blancs et nuls | Blancs et nuls       | Blancs et nuls | 231          | 3,87         | 222           | 3,72          |
| Exprimés       | Exprimés             | Exprimés       | 4 352        | 96,13        | 3 644         | 96,28         |

### Canton de Montguyon
| Candidats      | Candidats         | Étiquette      | Premier tour | Premier tour | Deuxième tour | Deuxième tour |
| Candidats      | Candidats         | Étiquette      | Voix         | %            | Voix          | %             |
| -------------- | ----------------- | -------------- | ------------ | ------------ | ------------- | ------------- |
|                | Francis Savin     | UMP            | 2 100        | 38,98        | 2 746         | 59,05         |
|                | Alain Chiron      | PRG            | 2 020        | 37,49        | 1 904         | 40,95         |
|                | Bernard Bordelais | PS             | 630          | 11,69        |               |               |
|                | Bernard Roy       | FN             | 375          | 6,96         |               |               |
|                | Frédéric Nizzam   | PCF            | 263          | 4,88         |               |               |
|                |                   |                |              |              |               |               |
| Inscrits       | Inscrits          | Inscrits       | 15 028       | 100,00       | 7 676         | 100,00        |
| Abstentions    | Abstentions       | Abstentions    | 1 971        | 25,68        | 2 877         | 37,48         |
| Votants        | Votants           | Votants        | 5 705        | 74,32        | 4 799         | 62,52         |
| Blancs et nuls | Blancs et nuls    | Blancs et nuls | 317          | 4,13         | 149           | 1,94          |
| Exprimés       | Exprimés          | Exprimés       | 5 388        | 95,87        | 4 650         | 98,06         |

### Canton de Rochefort-Centre
| Candidats      | Candidats             | Étiquette      | Premier tour | Premier tour |
| Candidats      | Candidats             | Étiquette      | Voix         | %            |
| -------------- | --------------------- | -------------- | ------------ | ------------ |
|                | Jean-Louis Frot*      | UMP            | 2 397        | 53,68        |
|                | Philippe Le Marrec    | PRG            | 1 217        | 27,26        |
|                | Yvon Eugène dit Ravet | PCF            | 369          | 8,26         |
|                | Alain Bucherie        | Verts          | 296          | 6,63         |
|                | Jacques Maret         | MoDem          | 186          | 4,17         |
|                |                       |                |              |              |
| Inscrits       | Inscrits              | Inscrits       | 7 931        | 100,00       |
| Abstentions    | Abstentions           | Abstentions    | 3 326        | 41,94        |
| Votants        | Votants               | Votants        | 4 605        | 58,06        |
| Blancs et nuls | Blancs et nuls        | Blancs et nuls | 140          | 1,77         |
| Exprimés       | Exprimés              | Exprimés       | 4 465        | 98,23        |

*sortant

### Canton de La Rochelle-2
| Candidats      | Candidats                        | Étiquette      | Premier tour | Premier tour |
| Candidats      | Candidats                        | Étiquette      | Voix         | %            |
| -------------- | -------------------------------- | -------------- | ------------ | ------------ |
|                | Marc Parnaudeau*                 | PS             | 1 461        | 59,22        |
|                | Patrick Larible                  | Verts          | 246          | 9,97         |
|                | Sally Chadjaa                    | UMP            | 231          | 9,36         |
|                | Jean-Marc de Lacoste Lareymondie | FN             | 189          | 7,66         |
|                | Brahim Jlalji                    | PCF            | 184          | 7,46         |
|                | Marie-Laure Tissandier           | MoDem          | 156          | 6,32         |
|                |                                  |                |              |              |
| Inscrits       | Inscrits                         | Inscrits       | 4 952        | 100,00       |
| Abstentions    | Abstentions                      | Abstentions    | 2 430        | 35,97        |
| Votants        | Votants                          | Votants        | 2 522        | 64,03        |
| Blancs et nuls | Blancs et nuls                   | Blancs et nuls | 55           | 1,11         |
| Exprimés       | Exprimés                         | Exprimés       | 2 467        | 98,89        |

*sortant

### Canton de La Rochelle-7
| Candidats      | Candidats             | Étiquette      | Premier tour | Premier tour | Deuxième tour | Deuxième tour |
| Candidats      | Candidats             | Étiquette      | Voix         | %            | Voix          | %             |
| -------------- | --------------------- | -------------- | ------------ | ------------ | ------------- | ------------- |
|                | Jean-Pierre Mandroux* | PS             | 1 698        | 48,17        | 1 778         | 69,40         |
|                | Dominique Augras      | UMP            | 723          | 20,51        | 784           | 30,60         |
|                | Sylvain Iordanoff     | Verts          | 401          | 11,38        |               |               |
|                | Michel Tillaud        | MoDem          | 318          | 9,02         |               |               |
|                | Daniel Matifas        | PCF            | 268          | 7,60         |               |               |
|                | Fabrice Restier       | DVD            | 117          | 3,32         |               |               |
|                |                       |                |              |              |               |               |
| Inscrits       | Inscrits              | Inscrits       | 6 950        | 100,00       | 6 950         | 100,00        |
| Abstentions    | Abstentions           | Abstentions    | 3 318        | 47,74        | 4 320         | 62,16         |
| Votants        | Votants               | Votants        | 3 632        | 52,26        | 2 630         | 37,84         |
| Blancs et nuls | Blancs et nuls        | Blancs et nuls | 107          | 1,54         | 68            | 0,98          |
| Exprimés       | Exprimés              | Exprimés       | 3 525        | 98,46        | 2 562         | 99,02         |

*sortant

### Canton de La Rochelle-8
| Candidats      | Candidats          | Étiquette      | Premier tour | Premier tour |
| Candidats      | Candidats          | Étiquette      | Voix         | %            |
| -------------- | ------------------ | -------------- | ------------ | ------------ |
|                | Michel Rogeon*     | PRG            | 3 595        | 56,31        |
|                | Corinne Lombart    | UC             | 1 157        | 18,12        |
|                | Julien Bonnaud     | Verts          | 694          | 10,87        |
|                | Georges Gourmelon  | MoDem          | 457          | 7,16         |
|                | Jean-Claude Thenot | PCF            | 346          | 5,42         |
|                | Najib El Hajjioui  | SE             | 135          | 2,11         |
|                |                    |                |              |              |
| Inscrits       | Inscrits           | Inscrits       | 10 773       | 100,00       |
| Abstentions    | Abstentions        | Abstentions    | 4 176        | 38,76        |
| Votants        | Votants            | Votants        | 6 597        | 61,24        |
| Blancs et nuls | Blancs et nuls     | Blancs et nuls | 213          | 1,98         |
| Exprimés       | Exprimés           | Exprimés       | 6 384        | 98,02        |

*sortant

### Canton de La Rochelle-9
| Candidats      | Candidats               | Étiquette      | Premier tour | Premier tour | Deuxième tour | Deuxième tour |
| Candidats      | Candidats               | Étiquette      | Voix         | %            | Voix          | %             |
| -------------- | ----------------------- | -------------- | ------------ | ------------ | ------------- | ------------- |
|                | Jean-François Douard*   | UMP            | 3 387        | 42,20        | 2 929         | 43,58         |
|                | Jack Dillenbourg        | PS             | 3 341        | 41,62        | 3 792         | 56,42         |
|                | Bénédicte Beconnier     | Verts          | 768          | 9,57         |               |               |
|                | Esther Queunedec-Memain | PCF            | 531          | 6,62         |               |               |
|                |                         |                |              |              |               |               |
| Inscrits       | Inscrits                | Inscrits       | 13 445       | 100,00       | 13 445        | 100,00        |
| Abstentions    | Abstentions             | Abstentions    | 5 184        | 38,56        | 6 605         | 49,13         |
| Votants        | Votants                 | Votants        | 8 261        | 61,44        | 6 840         | 50,87         |
| Blancs et nuls | Blancs et nuls          | Blancs et nuls | 234          | 1,74         | 119           | 0,89          |
| Exprimés       | Exprimés                | Exprimés       | 8 027        | 98,26        | 6 721         | 99,11         |

*sortant

### Canton de Saint-Agnant
| Candidats      | Candidats           | Étiquette      | Premier tour | Premier tour |
| Candidats      | Candidats           | Étiquette      | Voix         | %            |
| -------------- | ------------------- | -------------- | ------------ | ------------ |
|                | Robert Chatelier    | UMP            | 3 438        | 52,66        |
|                | Jean-François Merle | PS             | 1 286        | 19,70        |
|                | Didier Bertin       | Verts          | 641          | 9,82         |
|                | Roger Oberto        | FN             | 433          | 6,63         |
|                | Christian Raimond   | MoDem          | 392          | 6,00         |
|                | Yves Letranchant    | PCF            | 339          | 5,19         |
|                |                     |                |              |              |
| Inscrits       | Inscrits            | Inscrits       | 10 003       | 100,00       |
| Abstentions    | Abstentions         | Abstentions    | 3 243        | 32,42        |
| Votants        | Votants             | Votants        | 6 760        | 67,58        |
| Blancs et nuls | Blancs et nuls      | Blancs et nuls | 231          | 3,42         |
| Exprimés       | Exprimés            | Exprimés       | 6 529        | 96,58        |

### Canton de Saint-Hilaire-de-Villefranche
| Candidats      | Candidats             | Étiquette      | Premier tour | Premier tour | Deuxième tour | Deuxième tour |
| Candidats      | Candidats             | Étiquette      | Voix         | %            | Voix          | %             |
| -------------- | --------------------- | -------------- | ------------ | ------------ | ------------- | ------------- |
|                | Michel Mazouin        | PS             | 684          | 27,14        | 970           | 46,12         |
|                | Alain Galteau         | DVD            | 522          | 20,71        | 1 133         | 53,88         |
|                | Michèle Badet         | DVD            | 408          | 16,19        | Retrait       | Retrait       |
|                | Monique Gorbatche     | UMP            | 400          | 15,87        | Retrait       | Retrait       |
|                | Didier Cosset         | DVG            | 382          | 15,16        | Retrait       | Retrait       |
|                | Benjamin Curau-Vachon | PCF            | 124          | 4,92         |               |               |
|                |                       |                |              |              |               |               |
| Inscrits       | Inscrits              | Inscrits       | 3 551        | 100,00       | 3 551         | 100,00        |
| Abstentions    | Abstentions           | Abstentions    | 898          | 25,29        | 1 340         | 37,74         |
| Votants        | Votants               | Votants        | 2 653        | 74,71        | 2 211         | 62,26         |
| Blancs et nuls | Blancs et nuls        | Blancs et nuls | 133          | 3,75         | 108           | 3,04          |
| Exprimés       | Exprimés              | Exprimés       | 2 520        | 96,25        | 2 103         | 96,96         |

### Canton de Saint-Porchaire
| Candidats      | Candidats           | Étiquette      | Premier tour | Premier tour |
| Candidats      | Candidats           | Étiquette      | Voix         | %            |
| -------------- | ------------------- | -------------- | ------------ | ------------ |
|                | Michel Doublet*     | UMP            | 4 542        | 68,60        |
|                | Anita Chevallier    | PS             | 1 049        | 15,84        |
|                | Stéphane Trifiletti | Verts          | 771          | 11,64        |
|                | Dominique Fillon    | PCF            | 259          | 3,91         |
|                |                     |                |              |              |
| Inscrits       | Inscrits            | Inscrits       | 9 772        | 100,00       |
| Abstentions    | Abstentions         | Abstentions    | 2 916        | 29,84        |
| Votants        | Votants             | Votants        | 6 856        | 70,16        |
| Blancs et nuls | Blancs et nuls      | Blancs et nuls | 235          | 2,40         |
| Exprimés       | Exprimés            | Exprimés       | 6 621        | 97,60        |

*sortant

### Canton de Saint-Savinien
| Candidats      | Candidats              | Étiquette      | Premier tour | Premier tour | Deuxième tour | Deuxième tour |
| Candidats      | Candidats              | Étiquette      | Voix         | %            | Voix          | %             |
| -------------- | ---------------------- | -------------- | ------------ | ------------ | ------------- | ------------- |
|                | Jean-Claude Godineau   | UC             | 1 637        | 44,27        | 1 861         | 54,07         |
|                | Cyril Chappet*         | PS             | 1 454        | 39,32        | 1 581         | 45,93         |
|                | Jean-Michel Guilloteau | FN             | 259          | 7,00         |               |               |
|                | Marc Petitcollot       | MoDem          | 186          | 5,03         |               |               |
|                | Emidio Ferreira        | PCF            | 162          | 4,38         |               |               |
|                |                        |                |              |              |               |               |
| Inscrits       | Inscrits               | Inscrits       | 5 393        | 100,00       | 5 393         | 100,00        |
| Abstentions    | Abstentions            | Abstentions    | 1 567        | 29,06        | 1 858         | 34,45         |
| Votants        | Votants                | Votants        | 3 826        | 70,94        | 3 535         | 65,55         |
| Blancs et nuls | Blancs et nuls         | Blancs et nuls | 128          | 2,37         | 93            | 1,72          |
| Exprimés       | Exprimés               | Exprimés       | 3 698        | 97,63        | 3 442         | 98,28         |

*sortant

### Canton de Saintes-Est
| Candidats      | Candidats          | Étiquette      | Premier tour | Premier tour | Deuxième tour | Deuxième tour |
| Candidats      | Candidats          | Étiquette      | Voix         | %            | Voix          | %             |
| -------------- | ------------------ | -------------- | ------------ | ------------ | ------------- | ------------- |
|                | Jean-Yves Quéré    | PS             | 1 969        | 29,91        | 3 470         | 53,82         |
|                | Frédéric Rateau    | UC             | 1 770        | 26,88        | 2 978         | 46,18         |
|                | Michelle Carmouse  | PCF            | 878          | 13,34        |               |               |
|                | Dominique Godineau | Verts          | 764          | 11,60        |               |               |
|                | Joël Joanny        | DVG            | 616          | 9,36         |               |               |
|                | Jean-Claude Suire  | MoDem          | 587          | 8,92         |               |               |
|                |                    |                |              |              |               |               |
| Inscrits       | Inscrits           | Inscrits       | 10 599       | 100,00       | 10 590        | 100,00        |
| Abstentions    | Abstentions        | Abstentions    | 3 637        | 34,31        | 3 731         | 35,23         |
| Votants        | Votants            | Votants        | 6 962        | 65,69        | 6 859         | 64,77         |
| Blancs et nuls | Blancs et nuls     | Blancs et nuls | 378          | 3,57         | 411           | 3,88          |
| Exprimés       | Exprimés           | Exprimés       | 6 584        | 96,43        | 6 448         | 96,12         |

### Canton de Saintes-Nord
| Candidats      | Candidats             | Étiquette      | Premier tour | Premier tour | Deuxième tour | Deuxième tour |
| Candidats      | Candidats             | Étiquette      | Voix         | %            | Voix          | %             |
| -------------- | --------------------- | -------------- | ------------ | ------------ | ------------- | ------------- |
|                | Christophe Dourthe*   | PS             | 3 187        | 42,09        | 4 001         | 60,25         |
|                | Jean-Philippe Ardouin | MoDem          | 1 950        | 25,75        | 2 640         | 39,75         |
|                | Robert Grand          | UC             | 1 297        | 17,13        | Retrait       | Retrait       |
|                | Olivier Douhaud       | Verts          | 694          | 9,17         |               |               |
|                | Gilbert Chaparnaud    | PCF            | 444          | 5,86         |               |               |
|                |                       |                |              |              |               |               |
| Inscrits       | Inscrits              | Inscrits       | 12 045       | 100,00       | 12 045        | 100,00        |
| Abstentions    | Abstentions           | Abstentions    | 4 166        | 34,59        | 4 843         | 40,21         |
| Votants        | Votants               | Votants        | 7 879        | 65,41        | 7 202         | 59,79         |
| Blancs et nuls | Blancs et nuls        | Blancs et nuls | 307          | 2,55         | 561           | 4,66          |
| Exprimés       | Exprimés              | Exprimés       | 7 572        | 97,45        | 6 641         | 95,34         |

*sortant

### Canton de Tonnay-Charente
| Candidats      | Candidats            | Étiquette      | Premier tour | Premier tour |
| Candidats      | Candidats            | Étiquette      | Voix         | %            |
| -------------- | -------------------- | -------------- | ------------ | ------------ |
|                | Jean-Pierre Guillon* | PS             | 3 509        | 59,78        |
|                | Fernand Troale       | UMP            | 1 238        | 21,09        |
|                | Gérard Garder        | Verts          | 408          | 6,95         |
|                | Jacques Guiard       | PCF            | 266          | 4,53         |
|                | Serge Roussel        | FN             | 449          | 7,65         |
|                |                      |                |              |              |
| Inscrits       | Inscrits             | Inscrits       | 9 879        | 100,00       |
| Abstentions    | Abstentions          | Abstentions    | 3 711        | 37,56        |
| Votants        | Votants              | Votants        | 6 168        | 62,44        |
| Blancs et nuls | Blancs et nuls       | Blancs et nuls | 298          | 3,02         |
| Exprimés       | Exprimés             | Exprimés       | 5 870        | 96,98        |

*sortant